# Amphelictus jumerim
Amphelictus jumerim är en skalbaggsart som beskrevs av Martins och Monné 2005. Amphelictus jumerim ingår i släktet Amphelictus och familjen långhorningar.
Artens utbredningsområde är Panama. Inga underarter finns listade i Catalogue of Life.